# Houston Sports Park
Houston Sports Park es un parque urbano que sirve como un complejo deportivo y de entretenimiento de usos múltiples en el distrito Five Corners de Houston, cerca del vecindario de City Park. Houston Sports Park (HSP) alberga el Estadio Aveva, el campo de los Houston SaberCats, que juegan en la Major League Rugby, y es el campo de entrenamiento del Houston Dynamo, Houston Dash y sus equipos de academia. La instalación está formada por el Campo de Campeones Metodistas, un campo de césped artificial y cinco campos de césped adicionales.

## Descripción
El edificio del campus es un edificio de un solo piso que alberga Athlete Training + Health (18,505 pies cuadrados) junto con una suite de inquilinos de 7.000 pies cuadrados para el Centro Metodista de Medicina del Deporte (sede de los médicos del Houston Dynamo, Texans, Astros, Rodeo y Ballet). El Centro Metodista de Medicina Deportiva cuenta con una piscina avanzada para correr bajo el agua HydroWorx 1200. Además, hay un centro de entrenamiento permanente de 5,125 pies cuadrados para el Houston Dynamo.
La parte completa actualmente en uso se conoce como Fase Uno del proyecto de construcción que comenzó en 2011. La recaudación de fondos para la Fase Dos está en marcha, lo que proporcionará siete campos más iluminados, pabellón de baños, estaciones de nebulización, instalaciones de pícnic, senderos, área de juegos y estacionamiento adicional. El costo estimado para completar el complejo es de $ 12 millones.

##### Planificación

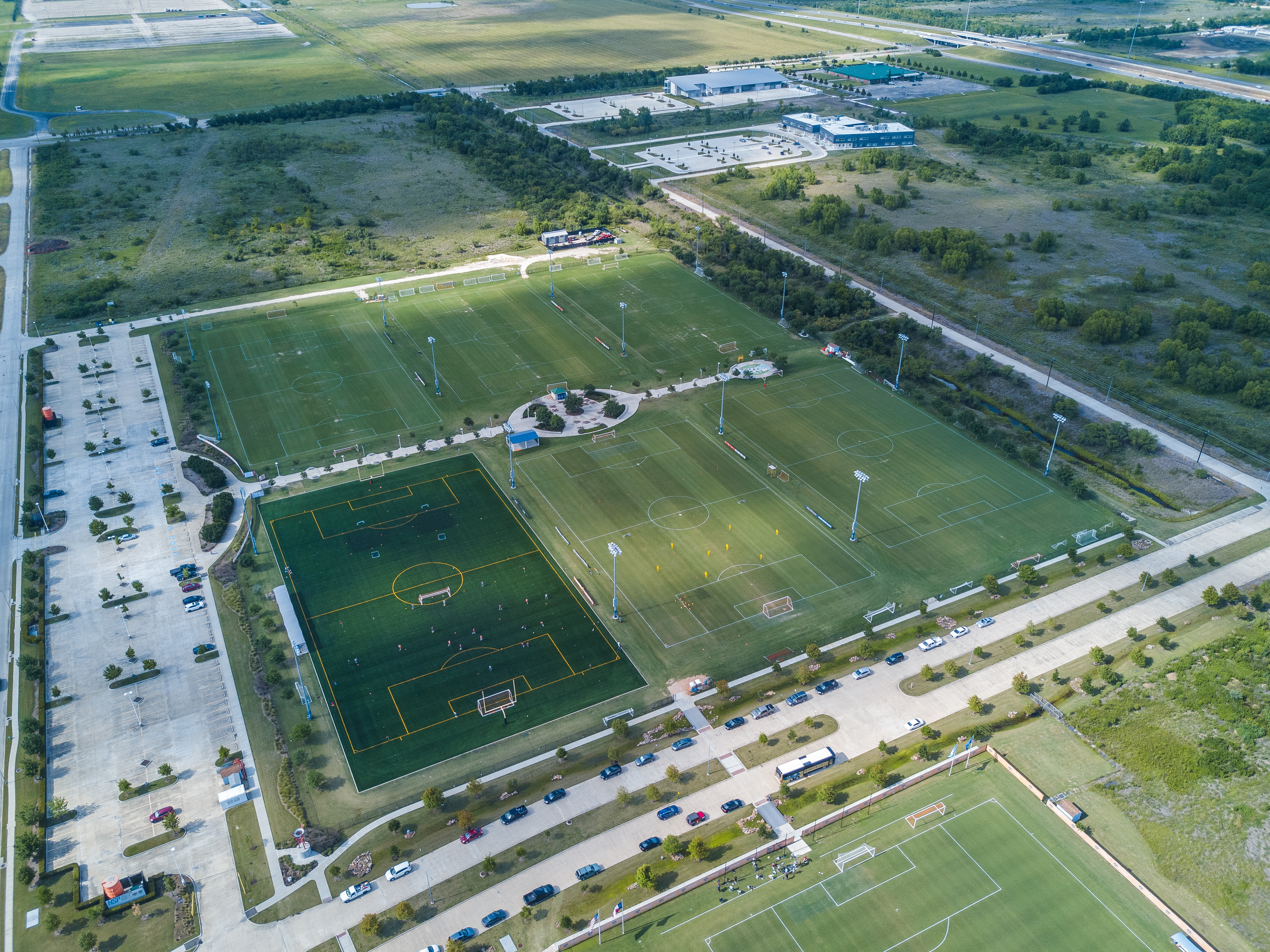
Vista aérea de una parte del parque.

Cuando los Earthquakes de la Major League Soccer de San José se mudaron a Houston para convertirse en el Houston Dynamo en 2005, el propietario del equipo Anschutz Entertainment Group (AEG), expresó un fuerte deseo de tener un estadio permanente y un centro de entrenamiento. Mientras perseguía lo que se convertiría en el estadio BBVA Compass, Houston Sports Park fue planeado y construido simultáneamente.
Inicialmente, el campo de golf Gus Wortham, propiedad de la ciudad, en el East End de Houston, fue propuesto para ser reutilizado para su uso. Sin embargo, el alcalde de Houston, Bill White, y la concejal del distrito, Carol Alvarado, pronto se opusieron públicamente a la idea, y la atención cambió a otra parte. A fines de 2007, la ciudad comenzó a buscar un sur relativamente poco desarrollado de Houston para adquirir tierras, y se consideraron dos sitios a lo largo de la Autopista Sur (en Airport Boulevard y Almeda-Genoa Road).

##### Financiamiento y construcción
A lo largo de 2008, la Ciudad de Houston compró varias extensiones de tierra adyacentes al Campus Sur de Houston Community College y paralelas a la Autopista Sur en Airport Boulevard, y lo repitió como "Houston Amateur Sports Park" al año siguiente. El 25 de junio de 2008, la Ciudad de Houston y el Houston Dynamo anunciaron oficialmente planes para un parque de 100 acres y 18 campos para el público. Al día siguiente, se llevó a cabo un evento público en el que asistieron el alcalde Bill White y otros funcionarios de la ciudad, en el cercano campus de Houston Community College South. El 16 de diciembre de 2009, la ciudad otorgó un contrato de USD $ 4.2 millones a South Coast Construction, Inc. para construir una nueva porción de Kirby Drive desde Airport Boulevard hasta el cercano Sims Bayou en todo el parque.
El 9 de noviembre de 2011, la Ciudad de Houston creó una corporación de propiedad municipal llamada "Houston Amateur Sports Park LGC" para construir, administrar y operar la tierra de Sports Park como un campo de deportes recreativos e instalaciones de entrenamiento para el público y la comunidad. La corporación del gobierno local es administrada por una junta de once miembros nombrados por el alcalde y confirmados por el consejo de la ciudad.
El 28 de mayo de 2014, la ciudad de Houston adquirió 32 acres adyacentes más para agregar al parque.

##### Adiciones adicionales
El 7 de febrero de 2018, la Ciudad de Houston acordó financiar $ 3.2 millones de los $ 15.25 millones necesarios para construir el Estadio Aveva en Houston Sports Park para los Houston SaberCats de Major League Rugby. Se espera que el estadio se complete en abril de 2019 y tendrá una capacidad para 4.000 espectadores.